# پرچم ماستریخت
پرچم ماستریخت در پذیرفته شد.